# Wiener Werkstätte

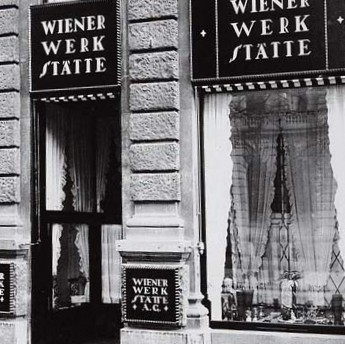
Winkel van de Wiener Werkstätte, ca. 1920

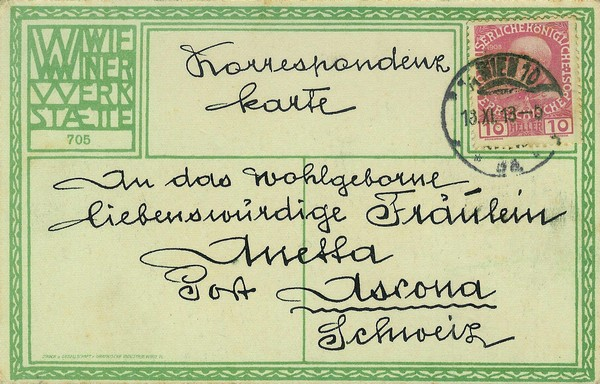
Briefkaart van de Wiener Werkstätte met linksboven het logo

De productiegemeenschap Wiener Werkstätte is vergelijkbaar met de Britse arts-and-craftsbeweging en werd opgericht in Wenen op 19 mei 1903. Oprichters waren de kunstenaars Josef Hoffmann en Koloman Moser, aanvankelijk financieel gesteund door de fabrikant Fritz Warndorfer.
Belangrijke medewerkers van de werkplaats waren: Gustav Klimt, Egon Schiele, Emilie Floge, Max Lenz, Wilhelm Lizst, Emil Orlik, Dagobert Peche, Eduard Wimmer Wisgrill, Leopold Hauer, Oskar Kokoschka, Vally Wieselthier, Otto Prutscher, Emanuel Margold, Hans Ofner, C.O. Czeschka, Michael Powolny, Carl Moll, Hilda Jesser en Maria Likarz.
De Wiener Werkstätte creëerde handwerk in verschillende stijlen. De leden hielden zich voornamelijk bezig met het ontwerpen van sieraden, textiel voor kleding, keramiek, pottenbakkerswerk en meubelen, allemaal ontworpen met minimale decoratie en geometrische vormgeving.
Terwijl vergelijkbare werkplaatsen meer voor de massaproductie werkten, was bij de Wiener Werkstätte het tegendeel het geval. Men streefde naar een goed product voor een selectieve markt. Josef Hoffmann zei: Als het niet mogelijk is om voor de hele markt te werken, dan concentreren wij ons op degenen die het kunnen betalen.
Ten gevolge van de slechte economische toestand in Europa moest de Wiener Werkstätte in 1932 sluiten.
Hoofdkenmerken
- Voor de Eerste Wereldoorlog: abstracte patronen, geometrische motieven, onder andere dambord, vierkanten, rasterstructuur
- Na de Eerste Wereldoorlog: meer versiering, invloeden van de barok uit 17e eeuw, overdadigheid

Familie van
- Arts-and-craftsbeweging
- Sezession
- Art deco

## Afbeeldingen

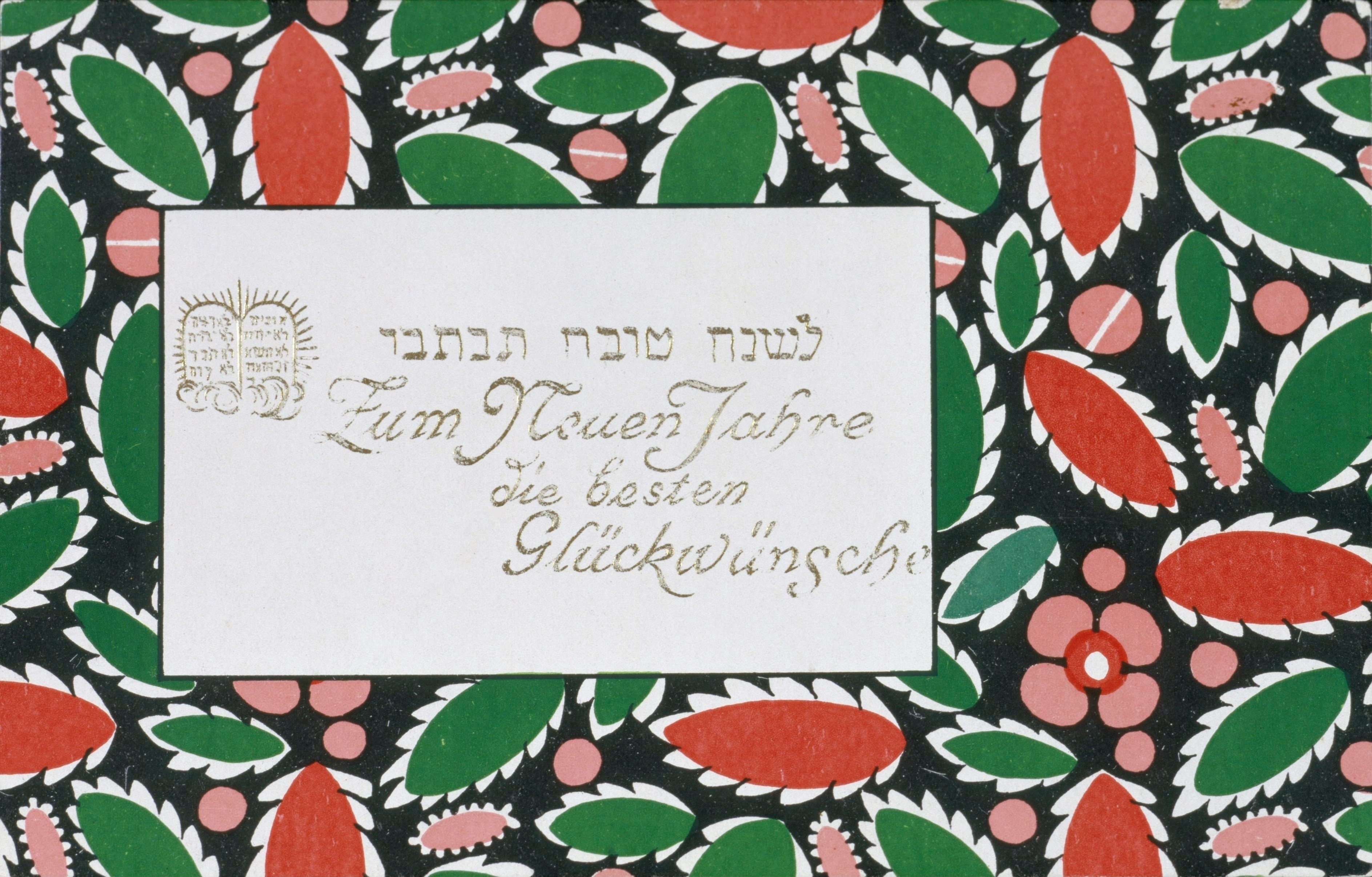
Nieuwjaarsgroet, ca. 1910-11
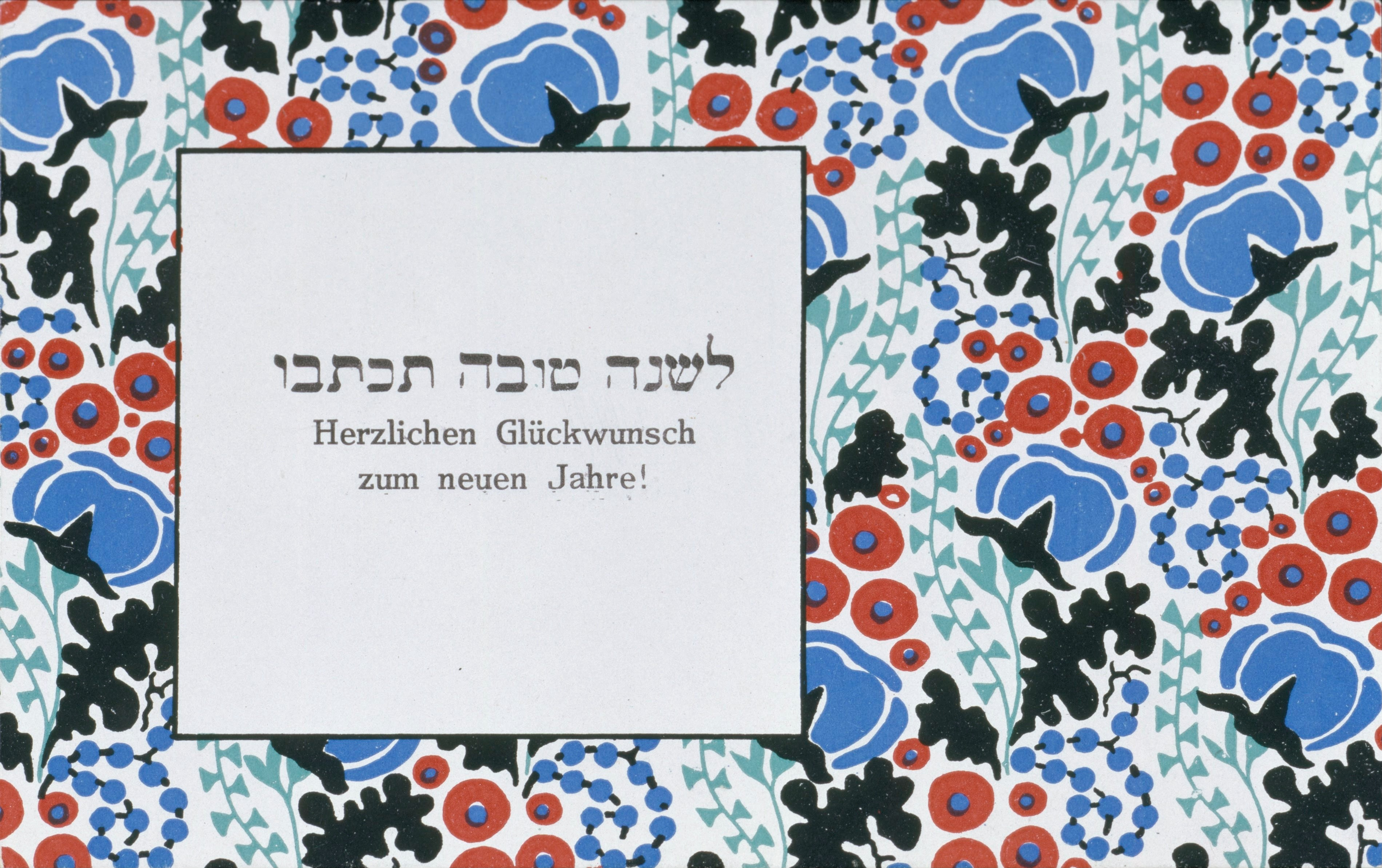
Nieuwjaarsgroet, ca. 1910-11
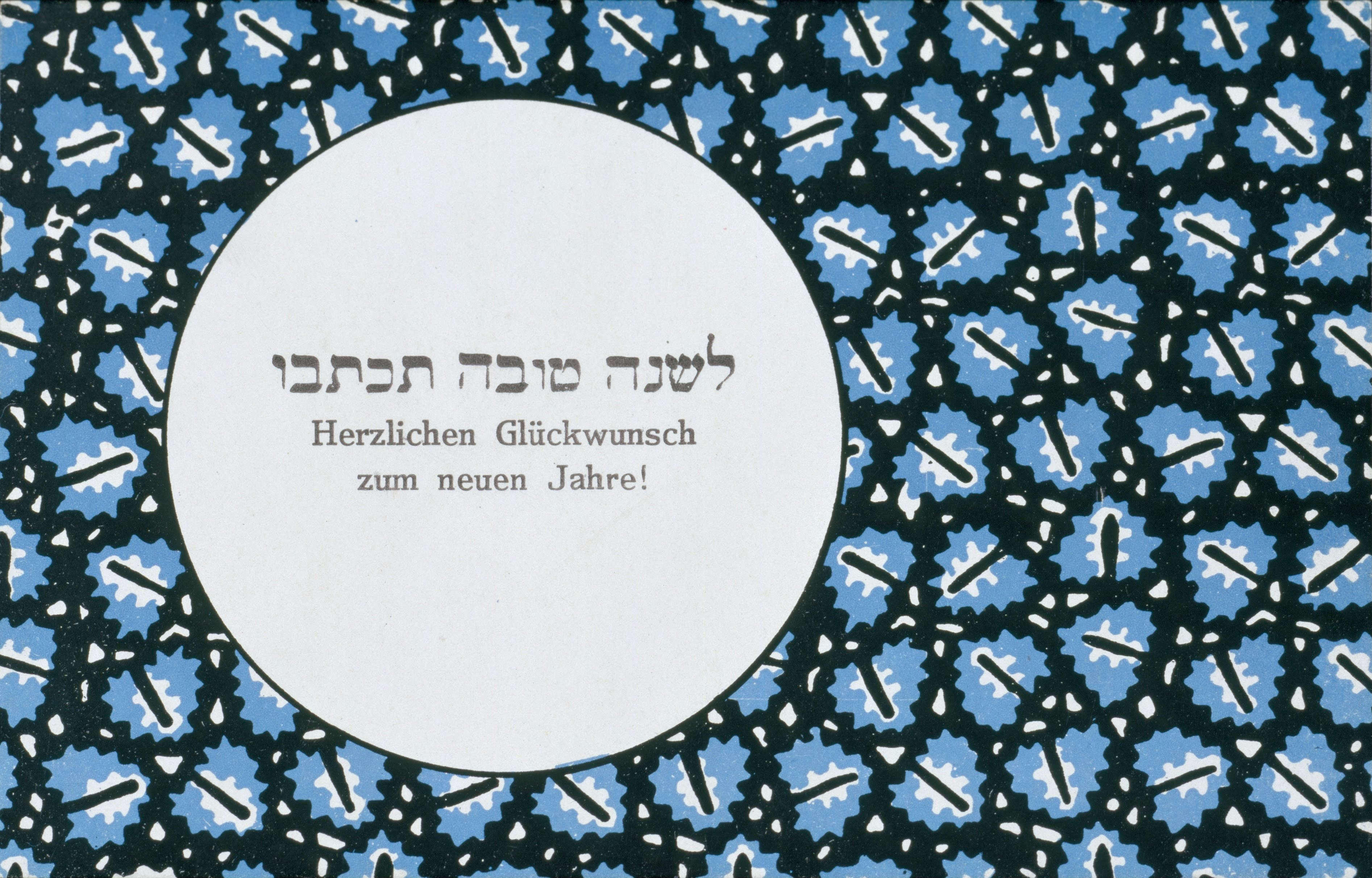
Nieuwjaarsgroet, ca. 1910-11
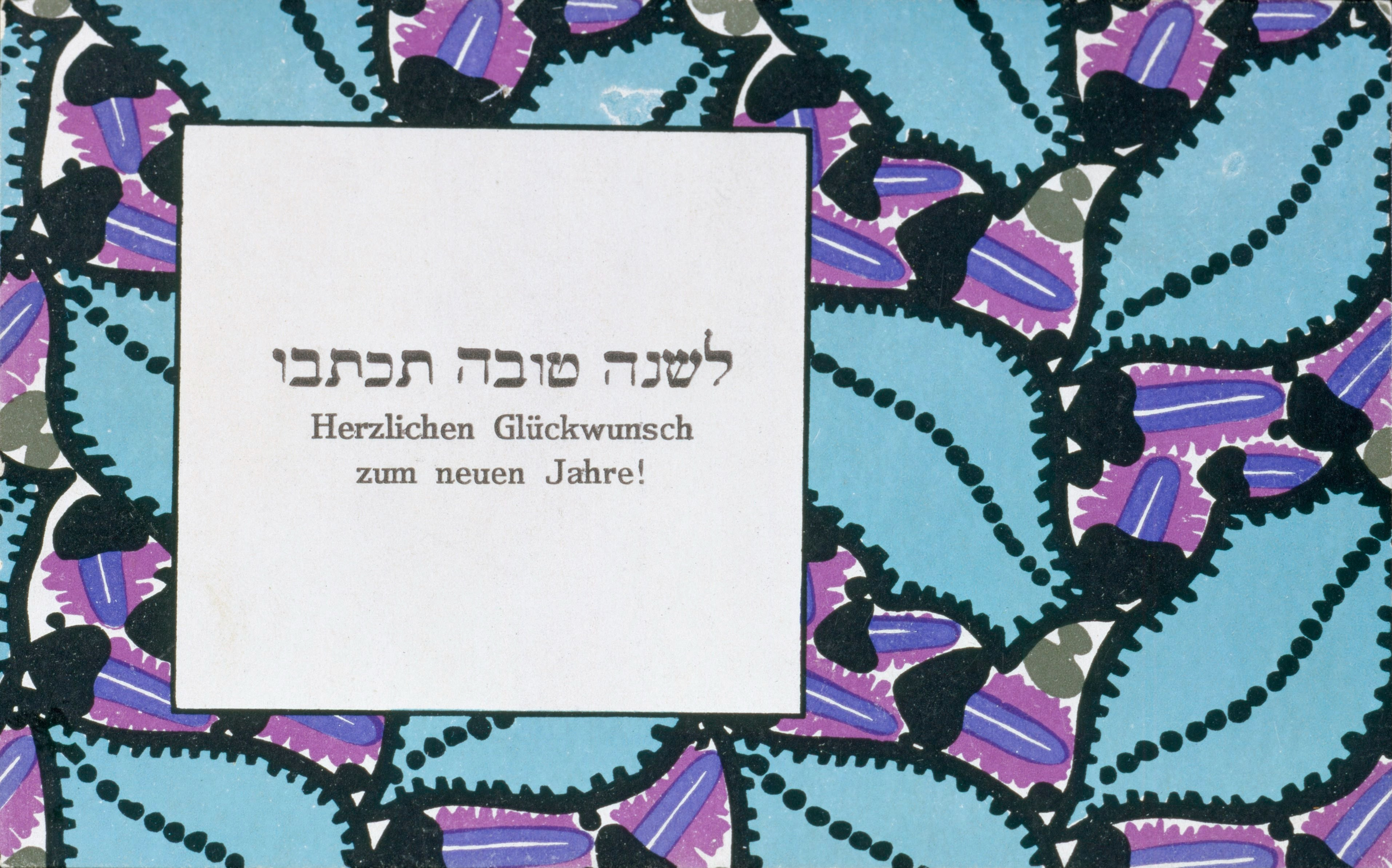
Nieuwjaarsgroet, ca. 1910-11
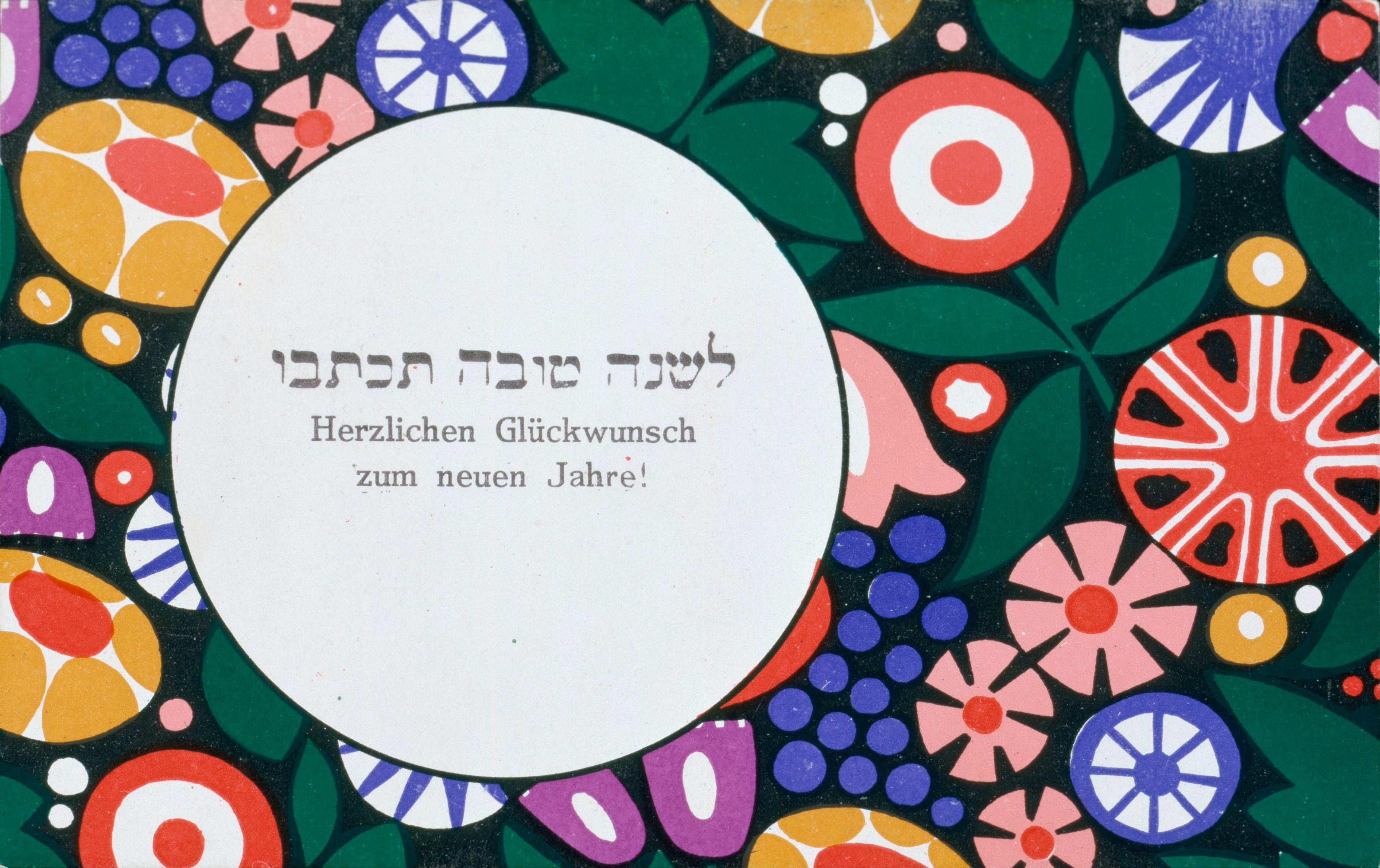
Nieuwjaarsgroet, ca. 1910-11
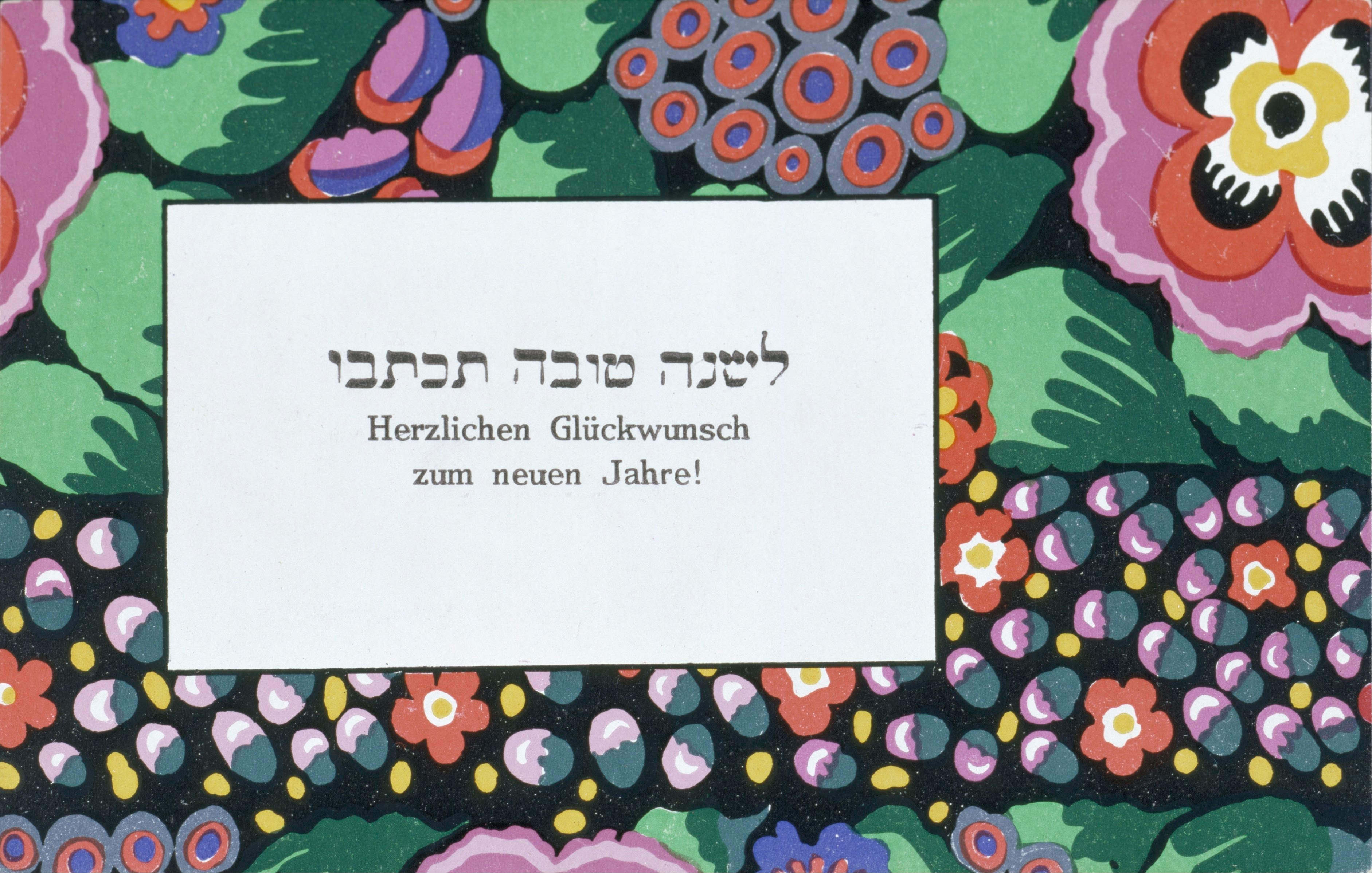
Nieuwjaarsgroet, ca. 1910-11
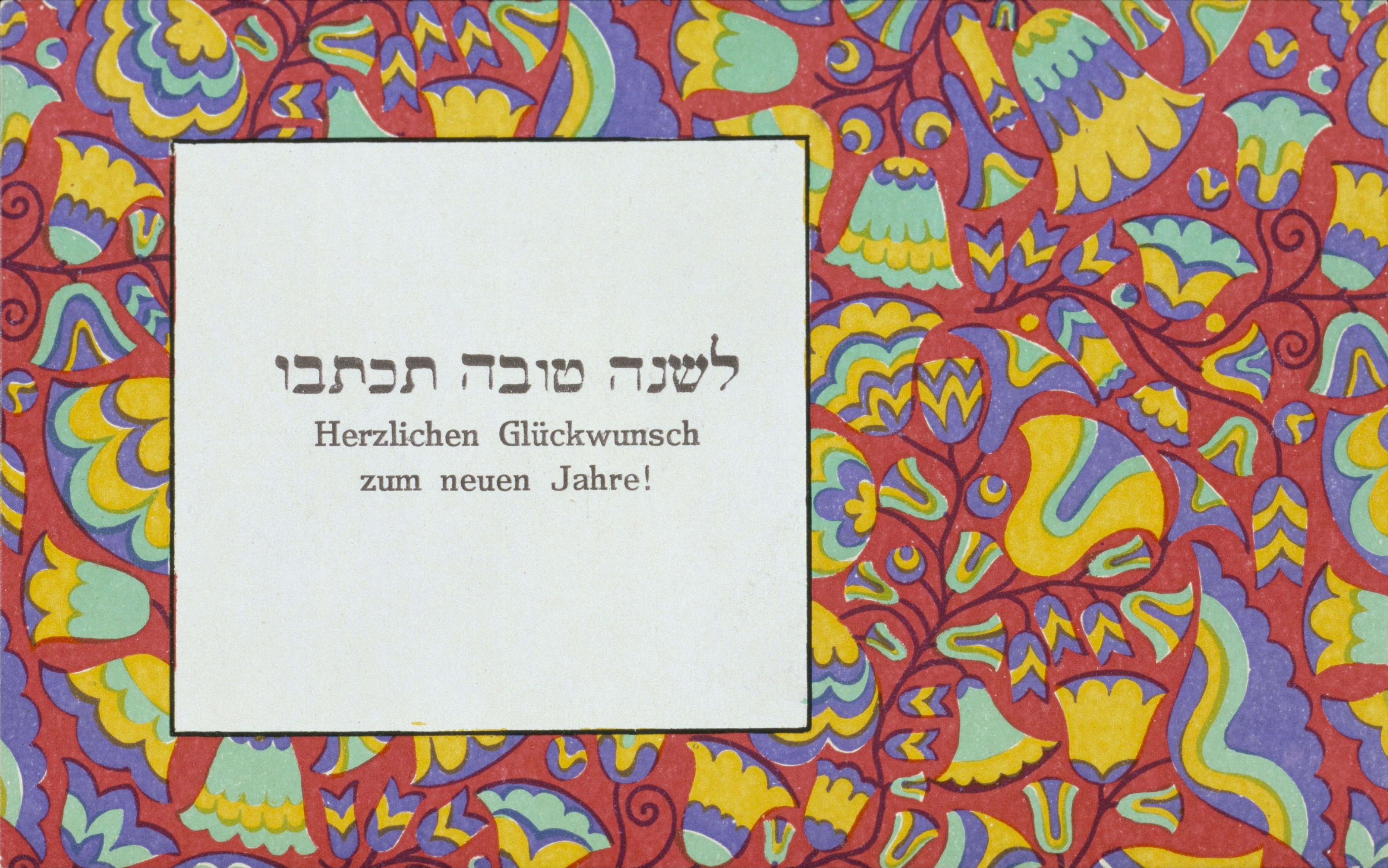
Nieuwjaarsgroet, ca. 1910-11
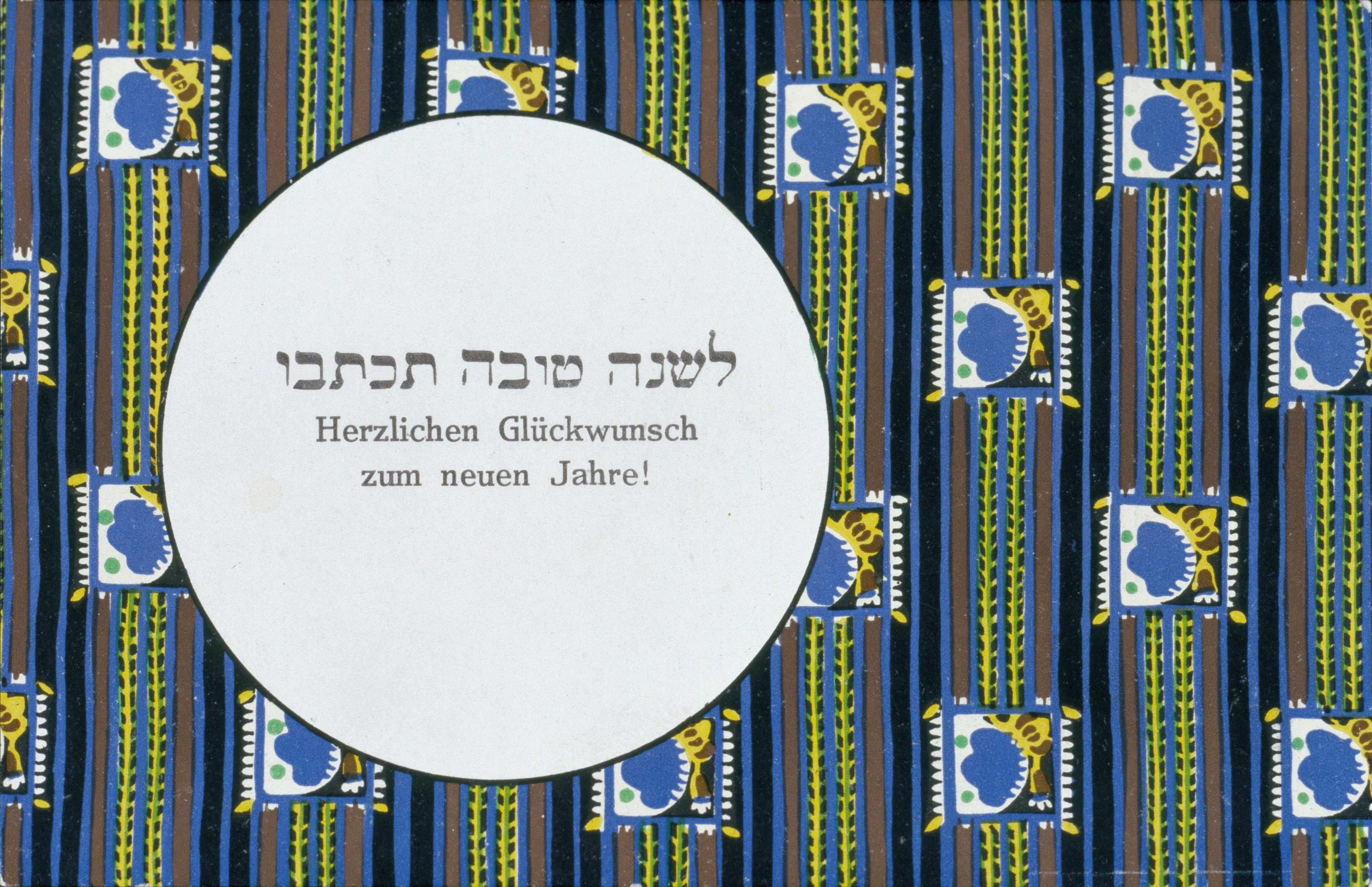
Nieuwjaarsgroet, ca. 1910-11